# Formule 1 in 1981
Het Formule 1-seizoen 1981 was het 32ste FIA Formula One World Championship seizoen. Het begon op 15 maart en eindigde op 17 oktober na vijftien races.

## Kalender
| GP nr. | Ronde | Grand Prix                      | Circuit                                                                     | Plaats                     | Datum        |
| ------ | ----- | ------------------------------- | --------------------------------------------------------------------------- | -------------------------- | ------------ |
| 343    | 1     | GP van de Verenigde Staten West | Long Beach GP Circuit                                                       | Long Beach (Californië)    | 15 maart     |
| 344    | 2     | GP van Brazilië                 | Circuit van Jacarepaguá                                                     | Rio de Janeiro             | 29 maart     |
| 345    | 3     | GP van Argentinië               | Autódromo Municipal del Parque Almirante Brown de la Ciudad de Buenos Aires | Buenos Aires               | 12 april     |
| 346    | 4     | GP van San Marino               | Autodromo Dino Ferrari                                                      | Imola                      | 3 mei        |
| 347    | 5     | GP van België                   | Circuit Zolder                                                              | Heusden-Zolder             | 17 mei       |
| 348    | 6     | GP van Monaco                   | Circuit de Monaco                                                           | Monte Carlo                | 31 mei       |
| 349    | 7     | GP van Spanje                   | Circuito Permanente del Jarama                                              | San Sebastián de los Reyes | 21 juni      |
| 350    | 8     | GP van Frankrijk                | Circuit de Dijon-Prenois                                                    | Dijon                      | 5 juli       |
| 351    | 9     | GP van Groot-Brittannië         | Silverstone Circuit                                                         | Silverstone                | 18 juli      |
| 352    | 10    | GP van Duitsland                | Hockenheimring                                                              | Hockenheim                 | 2 augustus   |
| 353    | 11    | GP van Oostenrijk               | Österreichring                                                              | Spielberg                  | 16 augustus  |
| 354    | 12    | GP van Nederland                | Circuit Park Zandvoort                                                      | Zandvoort                  | 30 augustus  |
| 355    | 13    | GP van Italië                   | Autodromo Nazionale Monza                                                   | Monza                      | 13 september |
| 356    | 14    | GP van Canada                   | Circuit Île Notre-Dame                                                      | Montreal (Quebec)          | 27 september |
| 357    | 15    | GP van Las Vegas                | Caesars Palace Grand Prix Circuit                                           | Las Vegas (Nevada)         | 17 oktober   |

Opmerking: De Grand Prix van Brazilië zou oorspronkelijk op het Interlagos-circuit in São Paulo verreden worden. Het asfalt op dit circuit was echter niet goed genoeg en er was een lange lijst met zorgen om de veiligheid. Het Circuit van Jacarepaguá in Rio de Janeiro was na de problemen in 1980 juist hersteld en dus werd de race in 1981 hier verreden.

### Niet afgelast, niet tellend voor kampioenschap
De Grand Prix van Zuid-Afrika werd niet afgelast en zoals gepland op 7 februari verreden. Er was echter, net als in 1980 voor de Grand Prix van Spanje onenigheid tussen de Fédération Internationale du Sport Automobile (FISA) en de Formula One Constructors' Association (FOCA) over de aerodynamica. Er werd besloten dat de race niet onder FISA-reglementen gehouden zou worden en dus niet mee zou tellen voor voor het wereldkampioenschap. Alfa Romeo, Ferrari, Ligier, Osella and Renault deden hierdoor niet mee aan de race. De race, nu verreden onder FOCA-reglemten als Formule Libra race werd gewonnen door Carlos Reutemann in een Williams.
| Ronde | Grand Prix         | Circuit                    | Plaats  | Datum      |
| ----- | ------------------ | -------------------------- | ------- | ---------- |
| 1     | GP van Zuid-Afrika | Kyalami Grand Prix Circuit | Midrand | 7 februari |

### Afgelast
De Grand Prix van de Verenigde Staten kon door het failliet van de organisatie niet door gaan en werd in mei afgelast.
| Ronde | Grand Prix                 | Circuit                    | Plaats                  | Originele datum |
| ----- | -------------------------- | -------------------------- | ----------------------- | --------------- |
| 16    | GP van de Verenigde Staten | Watkins Glen International | Watkins Glen (New York) | 4 oktober       |

## Resultaten en klassement

### Grands Prix
| Ronde | Grand Prix                      | Poleposition      | Snelste ronde        | Winnende coureur     | Winnende constructeur | Banden | Verslag |
| ----- | ------------------------------- | ----------------- | -------------------- | -------------------- | --------------------- | ------ | ------- |
| 1     | GP van de Verenigde Staten West | Riccardo Patrese  | Alan Jones           | Alan Jones           | Williams-Ford         | G      | Verslag |
| 2     | GP van Brazilië                 | Nelson Piquet     | Marc Surer           | Carlos Reutemann     | Williams-Ford         | G      | Verslag |
| 3     | GP van Argentinië               | Nelson Piquet     | Nelson Piquet        | Nelson Piquet        | Brabham-Ford          | G      | Verslag |
| 4     | GP van San Marino               | Gilles Villeneuve | Gilles Villeneuve    | Nelson Piquet        | Brabham-Ford          | M      | Verslag |
| 5     | GP van België                   | Carlos Reutemann  | Carlos Reutemann     | Carlos Reutemann     | Williams-Ford         | M      | Verslag |
| 6     | GP van Monaco                   | Nelson Piquet     | Alan Jones           | Gilles Villeneuve    | Ferrari               | M      | Verslag |
| 7     | GP van Spanje                   | Jacques Laffite   | Alan Jones           | Gilles Villeneuve    | Ferrari               | M      | Verslag |
| 8     | GP van Frankrijk                | René Arnoux       | Alain Prost          | Alain Prost          | Renault               | M      | Verslag |
| 9     | GP van Groot-Brittannië         | René Arnoux       | René Arnoux          | John Marshall Watson | McLaren-Ford          | M      | Verslag |
| 10    | GP van Duitsland                | Alain Prost       | Alan Jones           | Nelson Piquet        | Brabham-Ford          | G      | Verslag |
| 11    | GP van Oostenrijk               | René Arnoux       | Jacques Laffite      | Jacques Laffite      | Talbot Ligier-Matra   | M      | Verslag |
| 12    | GP van Nederland                | Alain Prost       | Alan Jones           | Alain Prost          | Renault               | M      | Verslag |
| 13    | GP van Italië                   | René Arnoux       | Carlos Reutemann     | Alain Prost          | Renault               | M      | Verslag |
| 14    | GP van Canada                   | Nelson Piquet     | John Marshall Watson | Jacques Laffite      | Talbot Ligier-Matra   | M      | Verslag |
| 15    | GP van Las Vegas                | Carlos Reutemann  | Didier Pironi        | Alan Jones           | Williams-Ford         | G      | Verslag |

### Puntentelling
Punten worden toegekend aan de top zes geklasseerde coureurs. 
| Positie | 01e0 | 02e0 | 03e0 | 04e0 | 05e0 | 06e0 |
| Punten  | 9    | 6    | 4    | 3    | 2    | 1    |

### Klassement bij de coureurs
De elf beste resultaten van alle wedstrijden tellen mee voor de eindstand.
| Pos. | Nr                        | Coureur               | Grands Prix | Grands Prix | Grands Prix | Grands Prix | Grands Prix | Grands Prix | Grands Prix | Grands Prix | Grands Prix | Grands Prix | Grands Prix | Grands Prix | Grands Prix | Grands Prix | Grands Prix | Punten |
| Pos. | Nr                        | Coureur               | VSW         | BRA         | ARG         | SMR         | BEL         | MON         | SPA         | FRA         | GBR         | DUI         | OOS         | NED         | ITA         | CAN         | LSV         | Punten |
| ---- | ------------------------- | --------------------- | ----------- | ----------- | ----------- | ----------- | ----------- | ----------- | ----------- | ----------- | ----------- | ----------- | ----------- | ----------- | ----------- | ----------- | ----------- | ------ |
| 1    | 5                         | Nelson Piquet         | 3           | 12P         | 1PS0        | 1           | DNF         | DNFP        | DNF         | 3           | DNF         | 1           | 3           | 2           | 6           | 5P          | 5           | 50     |
| 2    | 2                         | Carlos Reutemann      | 2           | 1           | 2           | 3           | 1PS0        | DNF         | 4           | 10          | 2           | DNF         | 5           | DNF         | 3S          | 10          | 8P          | 49     |
| 3    | 1                         | Alan Jones            | 1S          | 2           | 4           | 12          | DNF         | 2S          | 7S          | 17          | DNF         | 11S         | 4           | 3S          | 2           | DNF         | 1           | 46     |
| 4    | 26                        | Jacques Laffite       | DNF         | 6           | DNF         | DNF         | 2           | 3           | 2P          | DNF         | 3           | 3           | 1S          | DNF         | DNF         | 1           | 6           | 44     |
| 5    | 15                        | Alain Prost           | DNF         | DNF         | 3           | DNF         | DNF         | DNF         | DNF         | 1S          | DNF         | 2P          | DNF         | 1P          | 1           | DNF         | 2           | 43     |
| 6    | 7                         | John Watson           | DNF         | 8           | DNF         | 10          | 7           | DNF         | 3           | 2           | 1           | 6           | 6           | DNF         | DNF         | 2S          | 7           | 27     |
| 7    | 27                        | Gilles Villeneuve     | DNF         | DNF         | DNF         | 7PS0        | 4           | 1           | 1           | DNF         | DNF         | 10          | DNF         | DNF         | DNF         | 3           | DSQ         | 25     |
| 8    | 11                        | Elio de Angelis       | DNF         | 5           | 6           | WD          | 5           | DNF         | 5           | 6           | DSQ         | 7           | 7           | 5           | 4           | 6           | DNF         | 14     |
| 9    | 16                        | René Arnoux           | 8           | DNF         | 5           | 8           | DNQ         | DNF         | 9           | 4P          | 9PS0        | 13          | 2P          | DNF         | DNFP        | DNF         | DNF         | 11     |
| 10   | 6                         | Héctor Rebaque        | DNF         | DNF         | DNF         | 4           | DNF         | DNQ         | DNF         | 9           | 5           | 4           | DNF         | 4           | DNF         | DNF         | DNF         | 11     |
| 11   | 29                        | Riccardo Patrese      | DNFP        | 3           | 7           | 2           | DNF         | DNF         | DNF         | 14          | 10          | DNF         | DNF         | DNF         | DNF         | DNF         | 11          | 10     |
| 12   | 3                         | Eddie Cheever         | 5           | NC          | DNF         | DNF         | 6           | 5           | NC          | 13          | 4           | 5           | DNQ         | DNF         | DNF         | 12          | DNF         | 10     |
| 13   | 28                        | Didier Pironi         | DNF         | DNF         | DNF         | 5           | 8           | 4           | 15          | 5           | DNF         | DNF         | 9           | DNF         | 5           | DNF         | 9S          | 9      |
| 14   | 12                        | Nigel Mansell         | DNF         | 11          | DNF         | WD          | 3           | DNF         | 6           | 7           | DNQ         | DNF         | DNF         | DNF         | DNF         | DNF         | 4           | 8      |
| 15   | 23                        | Bruno Giacomelli      | DNF         | NC          | 10          | DNF         | 9           | DNF         | 10          | 15          | DNF         | 15          | DNF         | DNF         | 8           | 4           | 3           | 7      |
| 16   | 14 (6x)/ 33 (8x)          | Marc Surer            | DNF         | 4S          | DNF         | 9           | 11          | 6           |             | 12          | 11          | 14          | DNF         | 8           | DNQ         | 9           | DNF         | 4      |
| 17   | 22                        | Mario Andretti        | 4           | DNF         | 8           | DNF         | 10          | DNF         | 8           | 8           | DNF         | 9           | DNF         | DNF         | DNF         | 7           | DNF         | 3      |
| 18   | 8                         | Andrea de Cesaris     | DNF         | DNF         | 11          | 6           | DNF         | DNF         | DNF         | 11          | DNF         | DNF         | 8           | DNS         | 7           | DNF         | 12          | 1      |
| 19   | 33 (7x)/25 (8x)           | Patrick Tambay        | 6           | 10          | DNF         | 11          | DNQ         | 7           | 13          | DNF         | DNF         | DNF         | DNF         | DNF         | DNF         | DNF         | DNF         | 1      |
| 20   | 10/ 9/ 10/ 9 (9x)         | Slim Borgudd          |             |             |             | 13          | DNQ         | DNQ         | DNQ         | DNQ         | 6           | DNF         | DNF         | 10          | DNF         | DNF         | DNQ         | 1      |
| 21   | 18 (3x)/ 17 (3x)/ 14 (9x) | Eliseo Salazar        | DNQ         | DNQ         | DNQ         | DNF         | DNQ         | DNQ         | 14          | DNF         | DNQ         | NC          | DNF         | 6           | DNF         | DNF         | NC          | 1      |
| 22   | 25 (2x)/ 32 (7x)          | Jean-Pierre Jarier    | DNF         | 7           |             |             |             |             |             |             | 8           | 8           | 10          | DNF         | 9           | DNF         | DNF         | 0      |
| 23   | 17 (3x)/ 18 (3x)/ 17(9x)  | Derek Daly            | DNQ         | DNQ         | DNQ         | DNQ         | DNQ         | DNQ         | 16          | DNF         | 7           | DNF         | 11          | DNF         | DNF         | 8           | DNQ         | 0      |
| 24   | 30                        | Siegfried Stohr       | DNQ         | DNF         | 9           | DNQ         | DNF         | DNF         | DNF         | DNQ         | DNF         | 12          | DNF         | 7           | DNQ         |             |             | 0      |
| 25   | 21                        | Chico Serra           | 7           | DNF         | DNF         | DNQ         | DNF         | DNQ         | 11          | DNS         | DNQ         | DNQ         |             | DNQ         | DNQ         | DNQ         | DNQ         | 0      |
| 26   | 20                        | Keke Rosberg          | DNF         | 9           | DNF         | DNF         | DNF         | DNQ         | 12          | DNF         | DNF         | DNQ         |             | DNQ         | DNQ         | DNQ         | 10          | 0      |
| 27   | 4                         | Michele Alboreto      |             |             |             | DNF         | 12          | DNF         | DNQ         | 16          | DNF         | DNQ         | DNF         | 9           | DNF         | 11          | 13          | 0      |
| 28   | 35                        | Brian Henton          |             |             |             | DNQ         | DNQ         | DNQ         | DNQ         | DNQ         | DNQ         | DNQ         | DNQ         | DNQ         | 10          | DNQ         | DNQ         | 0      |
| 29   | 9                         | Jan Lammers           | DNF         | DNQ         | 12          | DNF         |             |             |             |             |             |             |             |             |             |             |             | 0      |
| 30   | 4                         | Ricardo Zunino        |             | 13          | 13          |             |             |             |             |             |             |             |             |             |             |             |             | 0      |
| 31   | 31/ 32                    | Piercarlo Ghinzani    |             |             |             |             | 13          | DNQ         |             |             |             |             |             |             |             |             |             | 0      |
| —    | 25                        | Jean-Pierre Jabouille |             | WD          | DNQ         | NC          | DNF         | DNQ         | DNF         |             |             |             |             |             |             |             |             | 0      |
| —    | 32 (5x)/ 31 (10x)         | Beppe Gabbiani        | DNF         | DNQ         | DNQ         | DNF         | DNF         | DNQ         | DNQ         | DNQ         | DNQ         | DNQ         | DNQ         | DNQ         | DNQ         | DNQ         | DNQ         | 0      |
| —    | 36                        | Derek Warwick         |             |             |             | DNQ         | DNQ         | DNQ         | DNQ         | DNQ         | DNQ         | DNQ         | DNQ         | DNQ         | DNQ         | DNQ         | DNF         | 0      |
| —    | 31                        | Miguel Angel Guerra   | DNQ         | DNQ         | DNQ         | DNF         |             |             |             |             |             |             |             |             |             |             |             | 0      |
| —    | 30                        | Jacques Villeneuve    |             |             |             |             |             |             |             |             |             |             |             |             |             | DNQ         | DNQ         | 0      |
| —    | 4                         | Kevin Cogan           | DNQ         |             |             |             |             |             |             |             |             |             |             |             |             |             |             | 0      |
| —    | 32                        | Giorgio Francia       |             |             |             |             |             |             | DNQ         |             |             |             |             |             |             |             |             | 0      |
| —    | 14                        | Ricardo Londoño       |             | EX          |             |             |             |             |             |             |             |             |             |             |             |             |             | 0      |
| Pos. | Nr                        | Coureur               | VSW         | BRA         | ARG         | SMR         | BEL         | MON         | SPA         | FRA         | GBR         | DUI         | OOS         | NED         | ITA         | CAN         | LSV         | Punten |
| Pos. | Nr                        | Coureur               | Grands Prix |             |             |             |             |             |             |             |             |             |             |             |             |             |             | Punten |

| Resultaat                       |
| ------------------------------- |
| Winnaar                         |
| Tweede plaats                   |
| Derde plaats                    |
| Gefinisht (punten behaald)      |
| Gefinisht (geen punten behaald) |
| Niet geklasseerd (NC)           |
| Uitgevallen (DNF)               |
| Niet gekwalificeerd (DNQ)       |
| Gediskwalificeerd (DSQ)         |
| Niet gestart (DNS)              |
| Gewond (INJ)                    |
| Uitgesloten (EX)                |
| Teruggetrokken (WD)             |
| Niet deelgenomen (blanco cel)   |
| P Pole position                 |
| S Snelste ronde                 |

### Klassement bij de constructeurs
Sinds 1979 tellen alle behaalde coureurspunten mee voor het constructeurskampioenschap.
| Pos. | Constructeur    | Nr. | Grands Prix | Grands Prix | Grands Prix | Grands Prix | Grands Prix | Grands Prix | Grands Prix | Grands Prix | Grands Prix | Grands Prix | Grands Prix | Grands Prix | Grands Prix | Grands Prix | Grands Prix | Punten |
| Pos. | Constructeur    | Nr. | VSW         | BRA         | ARG         | SMR         | BEL         | MON         | SPA         | FRA         | GBR         | DUI         | OOS         | NED         | ITA         | CAN         | LSV         | Punten |
| ---- | --------------- | --- | ----------- | ----------- | ----------- | ----------- | ----------- | ----------- | ----------- | ----------- | ----------- | ----------- | ----------- | ----------- | ----------- | ----------- | ----------- | ------ |
| 1    | Williams-Ford   | 1   | 1S          | 2           | 4           | 12          | DNF         | 2S          | 7S          | 17          | DNF         | 11S         | 4           | 3S          | 2           | DNF         | 1           | 95     |
| 1    | Williams-Ford   | 2   | 2           | 1           | 2           | 3           | 1PS0        | DNF         | 4           | 10          | 2           | DNF         | 5           | DNF         | 3S          | 10          | 8P          | 95     |
| 2    | Brabham-Ford    | 5   | 3           | 12P         | 1PS0        | 1           | DNF         | DNFP        | DNF         | 3           | DNF         | 1           | 3           | 2           | 6           | 5P          | 5           | 61     |
| 2    | Brabham-Ford    | 6   | DNF         | DNF         | DNF         | 4           | DNF         | DNQ         | DNF         | 9           | 5           | 4           | DNF         | 4           | DNF         | DNF         | DNF         | 61     |
| 3    | Renault         | 15  | DNF         | DNF         | 3           | DNF         | DNF         | DNF         | DNF         | 1S          | DNF         | 2P          | DNF         | 1P          | 1           | DNF         | 2           | 54     |
| 3    | Renault         | 16  | 8           | DNF         | 5           | 8           | DNQ         | DNF         | 9           | 4P          | 9PS0        | 13          | 2P          | DNF         | DNFP        | DNF         | DNF         | 54     |
| 4    | Ligier-Matra    | 25  | DNF         | 7           | DNQ         | NC          | DNF         | DNQ         | DNF         | DNF         | DNF         | DNF         | DNF         | DNF         | DNF         | DNF         | DNF         | 44     |
| 4    | Ligier-Matra    | 26  | DNF         | 6           | DNF         | DNF         | 2           | 3           | 2P          | DNF         | 3           | 3           | 1S          | DNF         | DNF         | 1           | 6           | 44     |
| 5    | Ferrari         | 27  | DNF         | DNF         | DNF         | 7PS0        | 4           | 1           | 1           | DNF         | DNF         | 10          | DNF         | DNF         | DNF         | 3           | DSQ         | 34     |
| 5    | Ferrari         | 28  | DNF         | DNF         | DNF         | 5           | 8           | 4           | 15          | 5           | DNF         | DNF         | 9           | DNF         | 5           | DNF         | 9S          | 34     |
| 6    | McLaren-Ford    | 7   | DNF         | 8           | DNF         | 10          | 7           | DNF         | 3           | 2           | 1           | 6           | 6           | DNF         | DNF         | 2S          | 7           | 28     |
| 6    | McLaren-Ford    | 8   | DNF         | DNF         | 11          | 6           | DNF         | DNF         | DNF         | 11          | DNF         | DNF         | 8           | DNS         | 7           | DNF         | 12          | 28     |
| 7    | Lotus-Ford      | 11  | DNF         | 5           | 6           | WD          | 5           | DNF         | 5           | 6           | DSQ         | 7           | 7           | 5           | 4           | 6           | DNF         | 22     |
| 7    | Lotus-Ford      | 12  | DNF         | 11          | DNF         | WD          | 3           | DNF         | 6           | 7           | DNQ         | DNF         | DNF         | DNF         | DNF         | DNF         | 4           | 22     |
| 8    | Arrows-Ford     | 29  | DNFP        | 3           | 7           | 2           | DNF         | DNF         | DNF         | 14          | 10          | DNF         | DNF         | DNF         | DNF         | DNF         | 11          | 10     |
| 8    | Arrows-Ford     | 30  | DNQ         | DNF         | 9           | DNQ         | DNF         | DNF         | DNF         | DNQ         | DNF         | 12          | DNF         | 7           | DNQ         | DNQ         | DNQ         | 10     |
| 9    | Alfa Romeo      | 22  | 4           | DNF         | 8           | DNF         | 10          | DNF         | 8           | 8           | DNF         | 9           | DNF         | DNF         | DNF         | 7           | DNF         | 10     |
| 9    | Alfa Romeo      | 23  | DNF         | NC          | 10          | DNF         | 9           | DNF         | 10          | 15          | DNF         | 15          | DNF         | DNF         | 8           | 4           | 3           | 10     |
| 10   | Tyrrell-Ford    | 3   | 5           | NC          | DNF         | DNF         | 6           | 5           | NC          | 13          | 4           | 5           | DNQ         | DNF         | DNF         | 12          | DNF         | 10     |
| 10   | Tyrrell-Ford    | 4   | DNQ         | 13          | 13          | DNF         | 12          | DNF         | DNQ         | 16          | DNF         | DNQ         | DNF         | 9           | DNF         | 11          | 13          | 10     |
| 11   | Ensign-Ford     | 14  | DNF         | 4S          | DNF         | 9           | 11          | 6           | 14          | DNF         | DNQ         | NC          | DNF         | 6           | DNF         | DNF         | NC          | 5      |
| 12   | Theodore-Ford   | 33  | 6           | 10          | DNF         | 11          | DNQ         | 7           | 13          | 12          | 11          | 14          | DNF         | 8           | DNQ         | 9           | DNF         | 1      |
| 13   | ATS-Ford        | 9   | DNF         | DNQ         | 12          | DNF         | DNQ         | DNQ         | DNQ         | DNQ         | 6           | DNF         | DNF         | 10          | DNF         | DNF         | DNQ         | 1      |
| 13   | ATS-Ford        | 10  |             |             |             | 13          |             |             |             |             |             |             |             |             |             |             |             | 1      |
| 14   | March-Ford      | 17  | DNQ         | DNQ         | DNQ         | DNF         | DNQ         | DNQ         | 16          | DNF         | 7           | DNF         | 11          | DNF         | DNF         | 8           | DNQ         | 0      |
| 14   | March-Ford      | 18  | DNQ         | DNQ         | DNQ         | DNQ         | DNQ         | DNQ         |             |             |             |             |             |             |             |             |             | 0      |
| 15   | Fittipaldi-Ford | 20  | DNF         | 9           | DNF         | DNF         | DNF         | DNQ         | 12          | DNF         | DNF         | DNQ         |             | DNQ         | DNQ         | DNQ         | 10          | 0      |
| 15   | Fittipaldi-Ford | 21  | 7           | DNF         | DNF         | DNQ         | DNF         | DNQ         | 11          | DNS         | DNQ         | DNQ         |             | DNQ         | DNQ         | DNQ         | DNQ         | 0      |
| 16   | Osella-Ford     | 31  | DNQ         | DNQ         | DNQ         | DNF         | 13          | DNQ         | DNQ         | DNQ         | DNQ         | DNQ         | DNQ         | DNQ         | DNQ         | DNQ         | DNQ         | 0      |
| 16   | Osella-Ford     | 32  | DNF         | DNQ         | DNQ         | DNF         | DNF         | DNQ         | DNQ         | WD          | 8           | 8           | 10          | DNF         | 9           | DNF         | DNF         | 0      |
| 17   | Toleman-Hart    | 35  |             |             |             | DNQ         | DNQ         | DNQ         | DNQ         | DNQ         | DNQ         | DNQ         | DNQ         | DNQ         | 10          | DNQ         | DNQ         | 0      |
| 17   | Toleman-Hart    | 36  |             |             |             | DNQ         | DNQ         | DNQ         | DNQ         | DNQ         | DNQ         | DNQ         | DNQ         | DNQ         | DNQ         | DNQ         | DNF         | 0      |
| Pos. | Constructeur    | Nr. | VSW         | BRA         | ARG         | SMR         | BEL         | MON         | SPA         | FRA         | GBR         | DUI         | OOS         | NED         | ITA         | CAN         | LSV         | Punten |
| Pos. | Constructeur    | Nr. | Grands Prix |             |             |             |             |             |             |             |             |             |             |             |             |             |             | Punten |

| Resultaat                       |
| ------------------------------- |
| Winnaar                         |
| Tweede plaats                   |
| Derde plaats                    |
| Gefinisht (punten behaald)      |
| Gefinisht (geen punten behaald) |
| Niet geklasseerd (NC)           |
| Uitgevallen (DNF)               |
| Niet gekwalificeerd (DNQ)       |
| Gediskwalificeerd (DSQ)         |
| Niet gestart (DNS)              |
| Gewond (INJ)                    |
| Uitgesloten (EX)                |
| Teruggetrokken (WD)             |
| Niet deelgenomen (blanco cel)   |
| P Pole position                 |
| S Snelste ronde                 |

1950 · 1951 · 1952 · 1953 · 1954 · 1955 · 1956 · 1957 · 1958 · 1959 · 1960 · 1961 · 1962 · 1963 · 1964 · 1965 · 1966 · 1967 · 1968 · 1969 · 1970 · 1971 · 1972 · 1973 · 1974 · 1975 · 1976 · 1977 · 1978 · 1979 · 1980 · 1981 · 1982 · 1983 · 1984 · 1985 · 1986 · 1987 · 1988 · 1989 · 1990 · 1991 · 1992 · 1993 · 1994 · 1995 · 1996 · 1997 · 1998 · 1999 · 2000 · 2001 · 2002 · 2003 · 2004 · 2005 · 2006 · 2007 · 2008 · 2009 · 2010 · 2011 · 2012 · 2013 · 2014 · 2015 · 2016 · 2017 · 2018 · 2019 · 2020 · 2021 · 2022 · 2023 · 2024 · 2025 · 2026 
 Lijst van Formule 1 Grand Prix-wedstrijden